# 錦木塚五郎 (天保)
錦木 塚五郎（にしきぎ つかごろう、生年不明 - 1842年8月16日〈天保13年7月11日〉）は、現在の岩手県花巻市（旧・陸奥国稗貫郡）出身で四賀峰部屋（同郷の四賀峰東吉が運営した部屋）→二所ノ関部屋に所属した力士。
本名は八木とのみ伝わっている。身長、体重は不明。
最高位は西小結。盛岡藩の抱えであった。

## 来歴
1831年11月初土俵（二段目〈現在の幕下〉）。1835年11月東二段目8枚目に上がり、現在でいう十枚目昇進を果たす。その場所、8勝0敗1預の無敗の好成績で、優勝相当成績を挙げた。その後二段目でもたつくも、1839年3月場所で6勝2敗2休の成績を挙げ、二段目10枚目以内（現在でいう十両）で2度目の優勝相当成績を挙げた。翌1839年11月場所で新入幕を果たし、5勝0敗2休2分1預と無敗だった。次の1840年2月場所も西前頭筆頭に上がりながらも、8勝1敗1分（5日目に稲川政右エ門に負けるまでは、入幕以来9連勝だった）と好成績を挙げた。だが両場所とも後に横綱に昇進する者に優勝をさらわれた（1839年11月…天津風雲右エ門〈当時、西小結で6勝0敗2休2分。後の第9代横綱・秀の山雷五郎〉、1840年2月…不知火諾右衛門〈当時、西大関で8勝0敗2休。この場所後横綱免許を貰い、第8代横綱となった〉）。次の1840年11月場所後に小結に昇進したが、それまでの快進撃とは裏腹に5割前後の勝率まで落ち込んだ。1842年2月場所後の7月11日に、現役のまま死去。生年は不明だが、初土俵から逆算すると30～40代だったと見られている。
幕内通算 6場所、26勝10敗11休8分2預1無の成績を残した。優勝相当成績2回（二段目10枚目以内（現在でいう十両）時代の1835年11月，1839年3月場所）。歌川国貞によって錦絵が現存しており、江戸東京博物館に収蔵されている。十両時代は幸運に恵まれたが、幕内では一転して不運になった土俵人生だった。
改名歴は1回ある：三ツ鱗 → 錦木　余談だが、兄がおり同じ三ツ鱗の四股名を名乗っていた事がある（但し、幕下止まりのまま引退）。